# 말벌상과
말벌상과(Vespoidea)는 곤충강 벌목의 하위 분류이다.

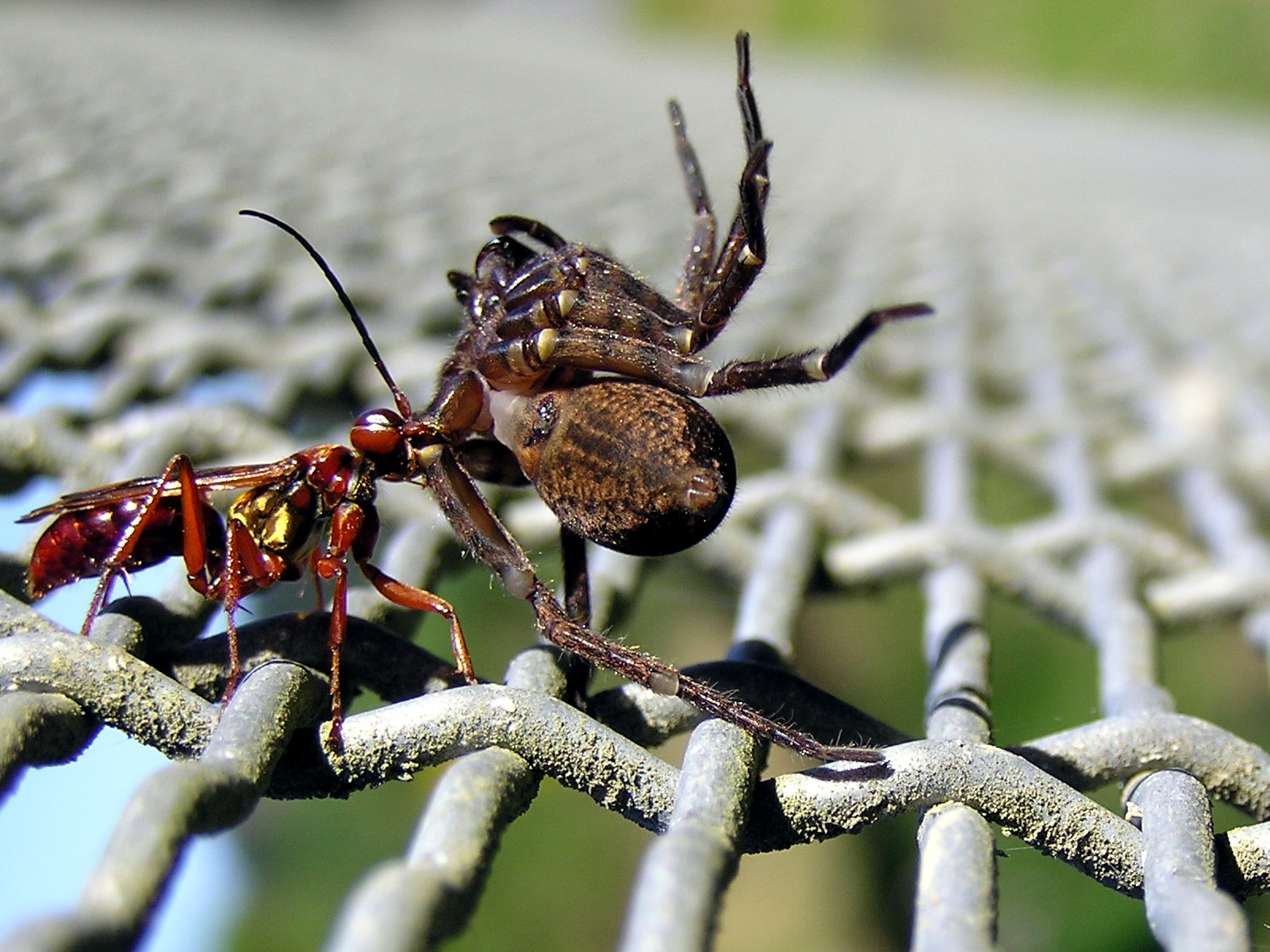
거미를 끌고가는 대모벌.